# Sittiparus owstoni
El carbonero de las Izu (Sittiparus owstoni) es una especie de ave paseriforme de la familia Paridae endémica de las islas Izu, en el sur de Japón. Anteriormente se consideraba una subespecie del carbonero variado, pero fue alzado al estatus de especie como resultado de un estudio filogenético de 2014. El carbonero de las Izu se diferencia del carbonero variado en que es más grande, y la mancha de su frente y mejillas no es amarillenta sino de color canela como el vientre.